# 理查德·P·賓澤爾
理察德·「里克」·P·賓澤爾（英語：Richard "Rick" P. Binzel，1958年—）是一名美國天文學家，麻省理工學院行星科學教授。他是小行星的發現者、光度計專家和杜林危險指數的發明者，杜林危險指數是一種對小行星和彗星等近地天體的撞擊危險進行分類的方法。他還經常擔任麻省理工學院校友會的旅行領隊。

## 生平
| 11868 Kleinrichert | 1989年10月2日  | 列表 |
| 13014 Hasslacher   | 1987年11月17日 | 列表 |
| 29196 Dius         | 1990年12月19日 | 列表 |

1991年，賓澤爾被美國天文學會授予哈羅德·C·尤里獎。他還於1994年獲得麻省理工學院麥克維卡教員獎學金，以表彰其卓越的教學成就。他是OSIRIS-REx任務的共同研究員。
賓澤爾是行星定義委員會的成員之一，該委員會制定了一份提案，提交給2006年在布拉格舉行的國際天文聯會會議，討論冥王星是否應被視為行星。他們的提案在會議期間進行修改，現在冥王星被認為是一顆矮行星。然而，賓澤爾對這一集體決定有強烈的反對意見，他希望冥王星仍然被歸類為完全行星。
賓澤爾是《平山小行星家族七十五年：碰撞在太陽系歷史中的作用》（Seventy-five years of Hirayama asteroid families : the role of collisions in the Solar System history）和《小行星II》（Asteroids II）兩本書的編輯。他還是亞利桑那大學空間科學叢書 （页面存档备份，存于）的總編輯。
賓澤爾協助家人為盲人導盲犬協會飼養導盲犬幼犬。他還經常擔任麻省理工學院校友會的領導。
愛德華·鮑威爾在安德森梅薩站發現的主帶小行星2873 Binzel即是以他的名字命名。